# José Carlos Lazo Romero
José Carlos Lazo Romero (nascut el 16 de febrer de 1996) és un futbolista professional andalús que juga com a lateral esquerre a l'Albacete Balompié.

## Carrera de club
Nascut a Sanlúcar de Barrameda, Província de Cadis, Andalusia, Lazo es va incorporar al planter del Reial Madrid l'any 2002, procedent de l'Atlético Sanluqueño CF. Ascendit al filial a Segona Divisió B per l'entrenador Zinedine Zidane el 5 de juliol de 2015, va debutar com a sènior el 22 d'agost entrant com a substitut a la segona part d'Enzo Zidane en un 5-1 a casa contra el CD Ebro.
Lazo va marcar el seu primer gol com a sènior el 16 de gener de 2016, marcant l'últim en una golejada per 4-0 contra el CF Rayo Majadahonda. L'1 de setembre va ser cedit al Vila-real CF per un any, i també va ser destinat a l'equip B a la tercera divisió.
El 27 de juliol de 2017, Lazo es va unir al Recreativo de Huelva, també en un contracte temporal. El 13 de juliol de l'any següent, va signar un contracte indefinit amb el Getafe CF de la Liga, però va ser cedit al CD Lugo a Segona Divisió el 6 d'agost.
Lazo va fer el seu debut com a professional el 26 d'agost de 2018, substituint Iriome i marcant l'empat en un empat a 1 a 1 davant el Granada CF. El 20 d'agost següent, es va incorporar a la UD Almeria encara a la segona divisió, també amb un contracte temporal.
El 8 de maig de 2020, Lazo va acordar un contracte permanent de quatre anys amb els rojiblancos. Va aconseguir l'ascens a la primera divisió el 2022 com a campió, i va debutar a la categoria als 26 anys el 14 d'agost de 2022, substituint Largie Ramazani en una derrota a casa per 2-1 contra el Reial Madrid.
El 24 d'agost de 2022, Lazo va signar un contracte de cinc anys amb el RCD Espanyol de primera divisió.

## Palmarès
Almeria
- Segona Divisió: 2021–22